# Renata Salazar Ivancan
Renata Salazar Ivancan (* 1975 in Ambato, Ecuador) ist eine deutsche Filmeditorin.

## Leben
Renata Salazar Ivancan studierte zunächst Sozialpädagogik in Fulda. Nach zahlreichen Praktika in der Filmbranche und Kamera- wie Schnittassistenzen ließ sie sich von 2005 bis 2006 an der Internationalen Filmschule Köln im Fachbereich Filmschnitt weiterbilden.
Wiederholt arbeitete sie mit den Regisseuren Hanno Olderdissen und Isabel Kleefeld.

## Filmografie (Auswahl)
- 2006: Komfortzone
- 2007: Das sardonische Lächeln
- 2008: Die Tränen meiner Mutter
- 2008: Robin
- 2009: Alias
- 2009: Mama kommt!
- 2009: Evet, ich will!
- 2011: An einem Tag in Kunduz – Der tödliche Befehl
- 2011: Romeos
- 2012: Familie Windscheidt – Der ganz normale Wahnsinn
- 2013: Unter anderen Umständen – Der Mörder unter uns
- 2014: Weiter als der Ozean
- 2014: Sternstunde ihres Lebens
- 2014: Sein gutes Recht
- 2015: Chuzpe – Klops braucht der Mensch!
- 2017: Was ich von dir weiß
- 2017: Zweibettzimmer
- 2018: Aufbruch in die Freiheit
- 2019: Mein Freund, das Ekel
- 2019: Die Informantin – Der Fall Lissabon
- 2020: Auf dünnem Eis
- 2030:  Eine harte Tour
- 2021: Dreiraumwohnung
- 2021: Mona & Marie (Fernsehfilm)
- 2021: Sugarlove
- 2022: Höllgrund
- 2023: Liebes Kind (Fernseh-Sechsteiler, 3 Folgen)

## Auszeichnungen
2006 war Renata Salazar Ivancan nominiert für den Filmplus Förderpreis Schnitt für den Film Komfortzone des Regisseurs Hanno Olderdissen.